# Davis Cup
De Davis Cup is een internationaal landenteamtoernooi voor heren enkel- en dubbelspel tennis. Meer dan 130 landen doen elk jaar mee aan het toernooi dat al sinds 1900 wordt gehouden. Het toernooi werd eerst gehouden onder de naam "International Lawn Tennis Challenge", maar na de dood van de grondlegger Dwight Davis in 1945 werd het naar hem vernoemd. De tegenhanger bij de dames is de Billie Jean King Cup. De organisator is de Internationale Tennisfederatie (ITF).
De Verenigde Staten zijn het succesvolst tot nu toe; ze wonnen 32 keer en eindigden 29 keer als tweede. Australië volgt met 28 zeges en 18 verloren finales.
De Davis Cup kent vijf niveaus. Op het hoogste niveau spelen landen tijdens de Davis Cup Finales om de Davis Cup. Landen op lagere niveaus spelen om naar een hoger niveau te promoveren en te voorkomen dat ze naar een lager niveau degraderen.
De Davis Cup is, naast de Hopman Cup en de Billie Jean King Cup, een landenontmoeting tussen tennisnaties. De Davis Cup geniet veel prestige bij toptennissers. De meeste toppers komen dan ook graag uit voor hun land in deze competitie. Toch is de wedstrijd bij het publiek niet populair.

## Geschiedenis

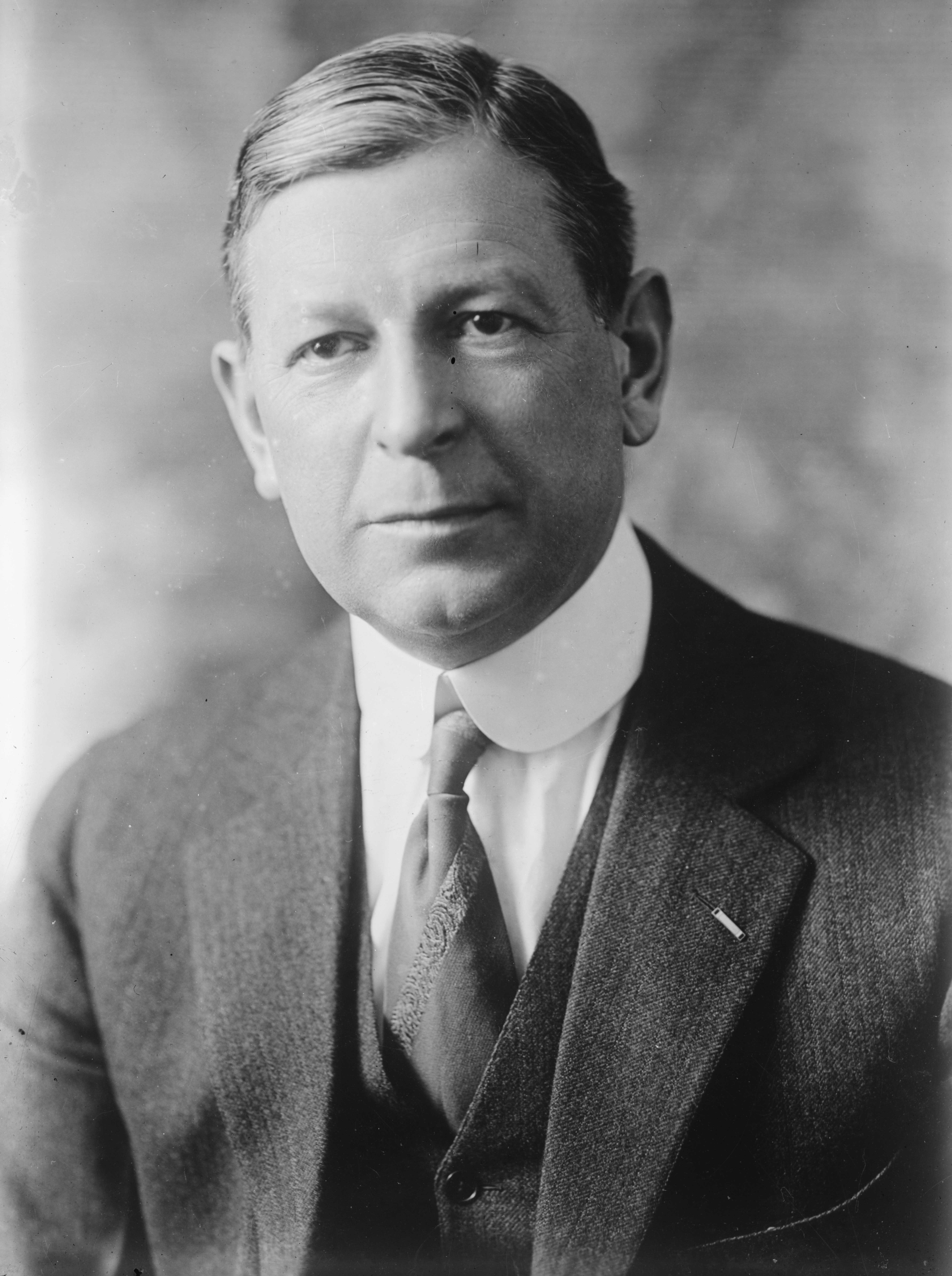
Dwight Davis, de grondlegger van de Davis Cup

Het toernooi is in 1899 bedacht door vier leden van het tennisteam van de Harvard Universiteit, die het idee hadden om de Britse tennissers in een tenniswedstrijd uit te dagen. Na goedkeuring van de betreffende tennisorganisaties ontwikkelde een van deze vier spelers, Dwight Davis, een toernooi-opzet en uit eigen zak betaalde hij een beker. De eerste wedstrijd tussen de Verenigde Staten en Groot-Brittannië werd in 1900 gehouden in Boston in de Verenigde Staten. Het Amerikaanse team, waar Davis deel van uitmaakte, verraste de Britten door de eerste drie wedstrijden te winnen. Het jaar daarop werd er niet gespeeld, maar de volgende wedstrijd in 1902 werd wederom door de Amerikanen gewonnen. Het jaar daarop wonnen de Britten. In 1904 breidde het toernooi zich uit met de deelname van Frankrijk en België en een jaar later deden ook Oostenrijk en een gecombineerd team van Australië en Nieuw-Zeeland mee.
Tot en met 1971 was de regerend kampioen automatisch geplaatst voor de finale. Alle andere landen speelden in een toernooi waarbij de winnaar het recht had om de regerend kampioen uit te dagen voor een strijd om de titel.
Vanaf 1972 moest de regerend kampioen ook in het toernooi spelen en was de winnaar van het toernooi de winnaar van de Davis Cup.
Sinds 1982 bestaan verschillende niveaus. Alleen landen op het hoogste niveau kunnen dat jaar de Davis Cup winnen. Op vier lagere niveaus spelen landen om naar een hoger niveau te promoveren en te voorkomen dat ze naar een lager niveau degraderen.
In 2019 werden op het hoogste niveau de Davis Cup Finals geïntroduceerd. Dit is een toernooi met 18 deelnemende landen dat in één week in één stad wordt gehouden waarbij de toernooiwinnaar de Davis Cup wint. 
In 2020 werd net als bij de Fed Cup geen eindtoernooi gespeeld vanwege de coronapandemie die dat jaar uitbrak. Deze eindtoernooien werden alsnog gespeeld in 2021.

## Resultaten
Het toernooi werd eerst gehouden onder de naam "International Lawn Tennis Challenge". Na de dood van Dwight Davis in 1945 werd het toernooi naar hem vernoemd. Hij was ook een bekend Amerikaans politicus in de jaren 20 van de twintigste eeuw. Hij was de Minister van Oorlogszaken tussen 1925 en 1929 en Gouverneur-Generaal van de Filipijnen van 1929 tot en met 1932.
Van 1950 tot en met 1967 domineerde Australië het toernooi door de beker 15 keer in 18 jaar te winnen.
De Verenigde Staten won het vaakst (31x), gevolgd door Australië (28x) (waarvan 4x als gecombineerd team met Nieuw-Zeeland), Frankrijk en Groot-Brittannië (waarvan 4x gecombineerd met Ierland onder de naam "Britse Eilanden") (elk 9x) en Zweden (7x).
Tot en met 1973 werd het toernooi alleen maar gewonnen door de Verenigde Staten, Groot-Brittannië, Frankrijk en Australië (al dan niet in combinatie met Nieuw-Zeeland). Hun dominantie werd gebroken in 1974 toen Zuid-Afrika en India zich voor de finale plaatsten. Vanwege het apartheidsregime in Zuid-Afrika weigerde India de finale te spelen, waardoor Zuid-Afrika het toernooi won. Sindsdien hebben verscheidene landen het toernooi op hun naam geschreven.

## Toernooiopzet
De Davis Cup kent 5 niveaus. Op het hoogste niveau spelen landen om de Davis Cup. Op de lagere niveaus spelen landen om naar een hoger niveau te promoveren en te voorkomen dat ze naar een lager niveau degraderen.
Het hoogste niveau zijn de Davis Cup Finals. Daaronder is de Wereldgroep I en daaronder de Wereldgroep II. Dan volgen regionale groepen; de Regionale groepen III en IV.
In de Davis Cup Finals worden de 16 landen in vier groepen van vier gedeeld, op basis van de positie op de landenranglijst. 16 spelen in een groep tegen de drie andere landen van de groep. De vier groepswinnaars en de vier nummers 2 spelen de kwartfinale. De winnaars daarvan de halve finales en de winnaars daarvan de finale. Deelnemers aan de finale zijn de finalisten van het voorgaande jaar en twee wildcards en de twaalf winnaars van de kwalificatieronde.
De Wereldgroepen bestaan elk uit 24 landen die een thuis of uitwedstrijd spelen tegen een ander land uit de groep. De winnaars spelen het jaar erop een promotiewedstrijd, de verliezers een degradatiewedstrijd. De Regionale groepen bestaan uit een toernooi in één week in één stad.
De promotie- en degradatiewedstrijden worden in het voorjaar gespeeld, de groepswedstrijden en de Finals in het najaar.

## Wedstrijd
Elke wedstrijd bestaat uit drie of vijf tennispartijen (ook wel rubbers genoemd). Het land dat de meeste rubbers wint, wint de wedstrijd. In de Finals en de regionale groepen gaat een wedstrijd over drie rubbers; twee enkelspelen en een dubbel en alle wedstrijden op dezelfde dag. Wedstrijden in de Wereldgroepen, inclusief de promotie- en degradatiewedstrijden bestaan uit vijf rubbers verdeeld over twee dagen. Twee enkelspelen op de eerste dag, en op dag twee eerst een dubbelspel en dan twee enkelspelen.

## Overzicht finales
De vijf recentste finales waren:
| Jaar      | Winnaar                                                                                         | Tegenstander                                                                          | Score | Locatie                                               | Ondergrond    |
| --------- | ----------------------------------------------------------------------------------------------- | ------------------------------------------------------------------------------------- | ----- | ----------------------------------------------------- | ------------- |
| 2024      | Italië Jannik Sinner Matteo Berrettini Simone Bolelli Andrea Vavassori                          | Nederland Botic van de Zandschulp Tallon Griekspoor Wesley Koolhof                    | 2-0   | Palacio de Deportes José María Martín Carpena, Málaga | hardcourt (i) |
| 2023      | Italië Jannik Sinner Lorenzo Musetti Matteo Arnaldi Lorenzo Sonego                              | Australië Alex de Minaur Alexei Popyrin Max Purcell Jordan Thompson Matthew Ebden     | 2-0   | Palacio de Deportes José María Martín Carpena, Málaga | hardcourt (i) |
| 2022      | Canada Denis Shapovalov Félix Auger-Aliassime Vasek Pospisil Gabriel Diallo Alexis Galarneau    | Australië Alex de Minaur Thanasi Kokkinakis Max Purcell Jordan Thompson Matthew Ebden | 2-0   | Palacio de Deportes José María Martín Carpena, Malaga | hardcourt (i) |
| 2020–2021 | RTF Karen Chatsjanov Aslan Karatsev Daniil Medvedev Andrej Roebljov                             | Kroatië Marin Čilić Borna Gojo Nikola Mektić Mate Pavić Nino Serdarušić               | 2-0   | Caja Mágica, Madrid                                   | hardcourt (i) |
| 2019      | Spanje Rafael Nadal Roberto Bautista Agut Pablo Carreño Busta Feliciano López Marcel Granollers | Canada Denis Shapovalov Félix Auger-Aliassime Brayden Schnur Vasek Pospisil           | 2-0   | Caja Mágica, Madrid                                   | hardcourt (i) |

## Nederlandstalige vertegenwoordigers

### België
België debuteerde in 1904 en speelde meteen de finale tegen de Britse Eilanden, maar verloor deze met duidelijke cijfers. Daarna was het tot 2015 (111 jaar) wachten tot België de finale weer wist te bereiken. In Gent werd met 1-3 verloren van Groot-Brittannië. Ook in 2017 speelde België de finale, ditmaal in en tegen Frankrijk. De Belgische ploeg werd pas in de beslissende wedstrijd verslagen: 2-3. In 2019 stond België op de eerste editie van de Davis Cup Finals.

### Nederland
Nederland speelde vanaf 1992 tot en met 2006 15 jaar onafgebroken in de Wereldgroep. In 2001 behaalde Oranje haar grootste succes tot dan toe: een plaats in de halve finale. In 2008 promoveerde Nederland naar de Wereldgroep om een jaar later alweer te degraderen naar de regionale groep I waar het tot en met 2013 speelde. In 2014 promoveerde het naar de Wereldgroep en degradeerde daar direct uit. In 2017 promoveerde Nederland wederom naar de wereldgroep na een overwinning op Tsjechië (3-2) en speelde het in 2019 op de eerste editie van de Davis Cup Finals.
Nederland behaalde het beste resultaat in de Davis Cup in 2024, toen het met Tallon Griekspoor, Wesley Koolhof en Botic van de Zandschulp de finale bereikte. Deze werd verloren van Italië.

### Nederlandse Antillen
De Nederlandse Antillen deden van 1998 tot de opheffing ervan in 2011 mee aan de Davis Cup. Ze kwamen nooit verder dan de regionale groep 2. In 2001, 2005 en 2006 werd de beste prestatie ooit bereikt; de halve finale van die regionale groep.

### Aruba
Aruba deed in 2007 voor het eerst mee aan de Davis Cup. Het begon op het laagste regionale niveau groep IV van de Amerikaanse zone. Bij het toernooi in Guatemala wisten de Arubanen direct promotie af te dwingen. In 2008 kreeg het succes geen vervolg, verloor het alle drie de wedstrijden en degradeerde weer naar de regionale groep IV. In 2009 werden weer alle wedstrijden gewonnen (4 stuks) en keerde het team weer terug in de regionale groep III om in 2010 direct weer te degraderen. Wel wist het voor het eerst een wedstrijd in groep III te winnen. In 2012 speelde het in de regionale groep II. Sedertdien ontbreekt Aruba in de Davis Cup.

### Overige
Suriname, Curaçao en Sint Maarten speelden nog nooit in de Davis Cup.